# 光亞
光亞有限公司，簡稱光亞（英語：ACROSSASIA LIMITED，港交所除牌前8061.HK），於1996年由力寶集團在印尼設立「PT Link Net」，前身為「光亞科技有限公司」。
業務是在印尼經營有線服務供應商設備。
主席為卓盛泉。總裁為洪祖福。總部位於香港。
該公司在2000年7月13日於港交所創業板上市。招股價為3.4港元，發售新股為1.8億股，集資額為6.2億港元。
直至2017年6月13日除牌，原因是前附屬公司First Media已在2016年11月8日於印尼失去控制權。

## 連結
- across-asia.com（页面存档备份，存于）